# Maesa rugosa
Maesa rugosa är en viveväxtart som beskrevs av Charles Baron Clarke. Maesa rugosa ingår i släktet Maesa och familjen viveväxter. Utöver nominatformen finns också underarten M. r. griffithii.